# クリオ賞
クリオ賞（クリオしょう、英: The Clio Awards）は、カンヌライオンズ、One Showと並ぶ、世界最高峰の広告コンクール。1959年に設立。
その名前は、芸術の女神ムーサイのうち、歴史を司るクリオに由来する。1999年からはインターネット広告部門も新設。
デビアスの北原遥子を起用した1985年のCMが1986年度のクレオ賞に選ばれた。北原が1985年8月の日本航空123便墜落事故に遭い亡くなっていたので、授賞式には北原の父が出席した。